# Paralimnophila praesignis
Paralimnophila praesignis là một loài ruồi trong họ Limoniidae. Chúng phân bố ở miền Australasia.